# John Cochrane (Schachspieler)
John Cochrane (* 4. Februar 1798 in Schottland; † 2. März 1878 in London) war ein britischer Schachmeister des 19. Jahrhunderts.
Im Jahre 1815 war er Fähnrich auf der Bellerophon, dem Schiff, das Napoleon Bonaparte nach St. Helena brachte. Im April 1821 wurde Cochrane zusammen mit William Lewis nach Paris eingeladen, um sich mit den Meistern Alexandre Deschapelles und Louis-Charles Mahé de La Bourdonnais zu messen. Beide Franzosen erwiesen sich als stärker. Ein Jahr darauf veröffentlichte Cochrane sein Lehrbuch Treatise on the Game of Chess.
Im Jahre 1824 beendete er sein Studium der Rechtswissenschaft und wurde als Anwalt zugelassen. Im gleichen Jahr war er Mannschaftsführer im Korrespondenzwettkampf zwischen London und Edinburgh, verließ dann jedoch Großbritannien, um in Indien seinem Rechtsberuf nachzugehen. Vor seiner Abreise diktierte er zu einer der Korrespondenzpartien den Londoner Schachfreunden die Anfangszüge 1. e2–e4 e7–e5 2. Sg1–f3 Sb8–c6 3. d2–d4. Ohne Cochranes Mithilfe verloren die Londoner diese Partie, und man machte die Eröffnung dafür verantwortlich, doch die Schotten aus Edinburgh wandten diese Zugfolge in der nächsten Partie selbst an und gewannen erneut. Seit dieser Zeit wird diese Eröffnung, obwohl sie spätestens seit 1750 bekannt war, Schottische Partie genannt. Die etwas in Vergessenheit geratene Eröffnung wurde seit 1990 von Garri Kasparow wiederholt auf höchstem modernen Spielniveau angewandt und ist auf diesem wieder sehr populär.
Cochrane blieb bis 1869 in Indien und gründete einen Klub in Calcutta, dessen bester Spieler er war. Einen Wettkampf gegen den Inder Moheschunder Bannerjee gewann er 1852 mit 13:9 bei drei Remisen. Von 1841 bis 1843 besuchte er achtzehn Monate lang London, wo er sich mit den besten britischen und europäischen Schachmeistern traf. Er spielte mehrere hundert Partien mit Howard Staunton, von denen sich die Notation von etwa hundert Partien erhalten hat. Während Staunton sich ihm als überlegen erwies, konnte Cochrane in elf gegen den französischen Meister Pierre Saint Amant gespielten Partien mit 6:4 bei einem Remis die Oberhand behalten. Ab 1870 lebte Cochrane wieder in London und war bis kurz vor seinem Tode täglicher Gast im St. George's Chess Club, gegen dessen Sekretär Johann Jacob Löwenthal er etwa 200 freie Partien spielte.
Cochrane galt als besonders angriffslustiger Spieler, der Gambits bevorzugte. Im Oxford companion to chess (1992) heißt es über ihn: Wenn der sogenannte romantische Stil je existierte, hat Cochrane Anspruch darauf, als sein Gründer zu gelten.
Nach Cochrane ist eine besonders aggressive Variante in der Russischen Partie benannt: 1. e2–e4 e7–e5 2. Sg1–f3 Sg8–f6 3. Sf3xe5 d7–d6 4. Se5xf7. Auch diese Erfindung Cochranes aus dem Jahre 1848 fand im modernen Schach einen Widerhall: Der bulgarische Elitegroßmeister Wesselin Topalow wandte sie in Linares 1999 gegen Wladimir Kramnik an. Die Partie endete remis.

## Werke
- John Cochrane: A Treatise on the Game of Chess: Containing the Games on Odds, from the "Traité Des Amateurs;" the Games of the Celebrated Anonymous Modenese; a Variety of Games Actually Played; and a Catalogue of Writers on Chess (London 1822)